# Cal Gras
Cal Gras és una masia al terme municipal de la Molsosa, a la comarca catalana del Solsonès. Se'n desconeix la data de construcció, però hi ha una llinda amb l'any 1677, i ha sofert posteriors modificacions de 1869 en endavant.
Està situada a 783 m d'altitud., a l'extrem nord-est del municipi, i propera al nucli de Prades. Està envoltada de camps de conreu.

## Descripció
És una masia de grans dimensions. La planta original es veu clarament diferenciada de la resta, de forma rectangular amb materials tradicionals com la pedra de la zona i una teulada a dues aigües de teula àrab. Es visualitzen diferents cossos annexes a la masia pairal originària, alguns d'ells també construïts amb materials tradicionals, altres de més moderns com la totxana o totxo massís. Presenta un terrat no gaire comú en aquest tipus de masies. També presenta una entrada força protegida amb un pati típic en algunes masies de la zona. Té molts coberts adossats que en el seu dia guardaven animals i servien de magatzem a la masia. Actualment la masia es troba deshabitada, tan sols es fan servir coberts per a bestiar ja que la resta de coberts es troben en ruïnes. Trobem uns contraforts a la part posterior de la masia de considerables dimensions.